# Lijst van grootmeesters van de Leopoldsorde
Dit is een lijst van grootmeesters in de Leopoldsorde.
| Naam        | Koning                    |                                 |
| ----------- | ------------------------- | ------------------------------- |
| Leopold I   | Eerste Koning der Belgen  | stichter-grootmeester met Keten |
| Leopold II  | Tweede Koning der Belgen  |                                 |
| Albert I    | Derde Koning der Belgen   |                                 |
| Leopold III | Vierde Koning der Belgen  | ook tijdens regentschap         |
| Boudewijn   | Vijfde Koning der Belgen  |                                 |
| Albert II   | Zesde Koning der Belgen   | tot troonsafstand               |
| Filip       | Zevende Koning der Belgen | huidige grootmeester            |